# コウライエビ
コウライエビ（高麗海老、学名: Fenneropenaeus chinensis）は、十脚目クルマエビ科に属するエビの一種。食用エビとしても知られ、タイショウエビ（大正海老）という別名で流通している。

## 分布
黄海・渤海・東シナ海沿岸に分布する。

## 特徴
成体の体長は20 cm程度。額角の鋸歯は上縁に7-8歯、下縁に3-4歯がある。腹部の第4節から後方は側扁し、第5・第6節に背隆起がみられる。体には目立つ模様はなく、薄灰色をしている。

## 利用
漁期は11月から4月上旬。かつては日本でも漁獲されていたが、現在では輸入に頼っている。「大正エビ」の別名は、当時の輸入業者である林兼商店（後の大洋漁業）と日鮮組（後の日本水産）の共同事業「大正組」に由来する。